# Heterischnus krausi
Heterischnus krausi är en stekelart som beskrevs av Schonitzer 1999. Heterischnus krausi ingår i släktet Heterischnus och familjen brokparasitsteklar. Inga underarter finns listade i Catalogue of Life.